# روجر وايت (سياسي)
روجر وايت (بالإنجليزية: Roger White)‏ هو سياسي بريطاني، ولد في 1 يونيو 1928، وتوفي في 16 فبراير 2000. حزبياً، نشط في حزب المحافظين. في الانتخابات العامة في المملكة المتحدة 1970، انتخب عضو البرلمان الخامس والأربعون للمملكة المتحدة عن دائرة Gravesend (UK Parliament constituency) ‏ (18 يونيو 1970 – 8 فبراير 1974).